# مقاطعة دبلن
مقاطعة دبلن هي إحدى مقاطعات أيرلندا الستة والعشرين.

## أعلام
- جون فاغان
- باتريسيا لونش
- هنري تيريل سميث
- بيرتي كير
- توم ديفيس
- جوناثان أوسبورن
- ديريك ديفيس
- شيلا وينفيلد